# Convento da Esperança (Angra do Heroísmo)

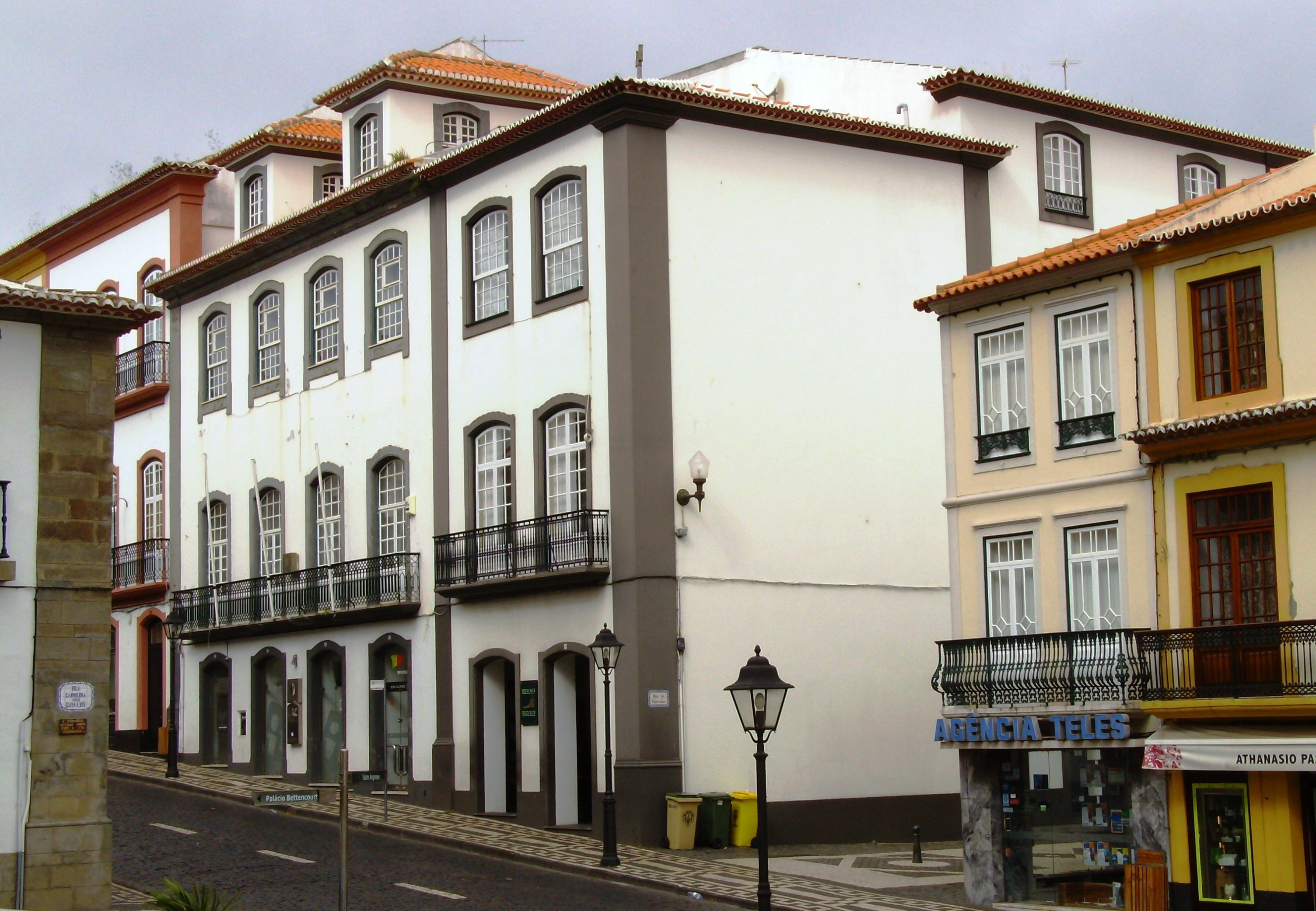
Edifício no local onde se ergueu o antigo Convento da Esperança, Angra do Heroísmo.

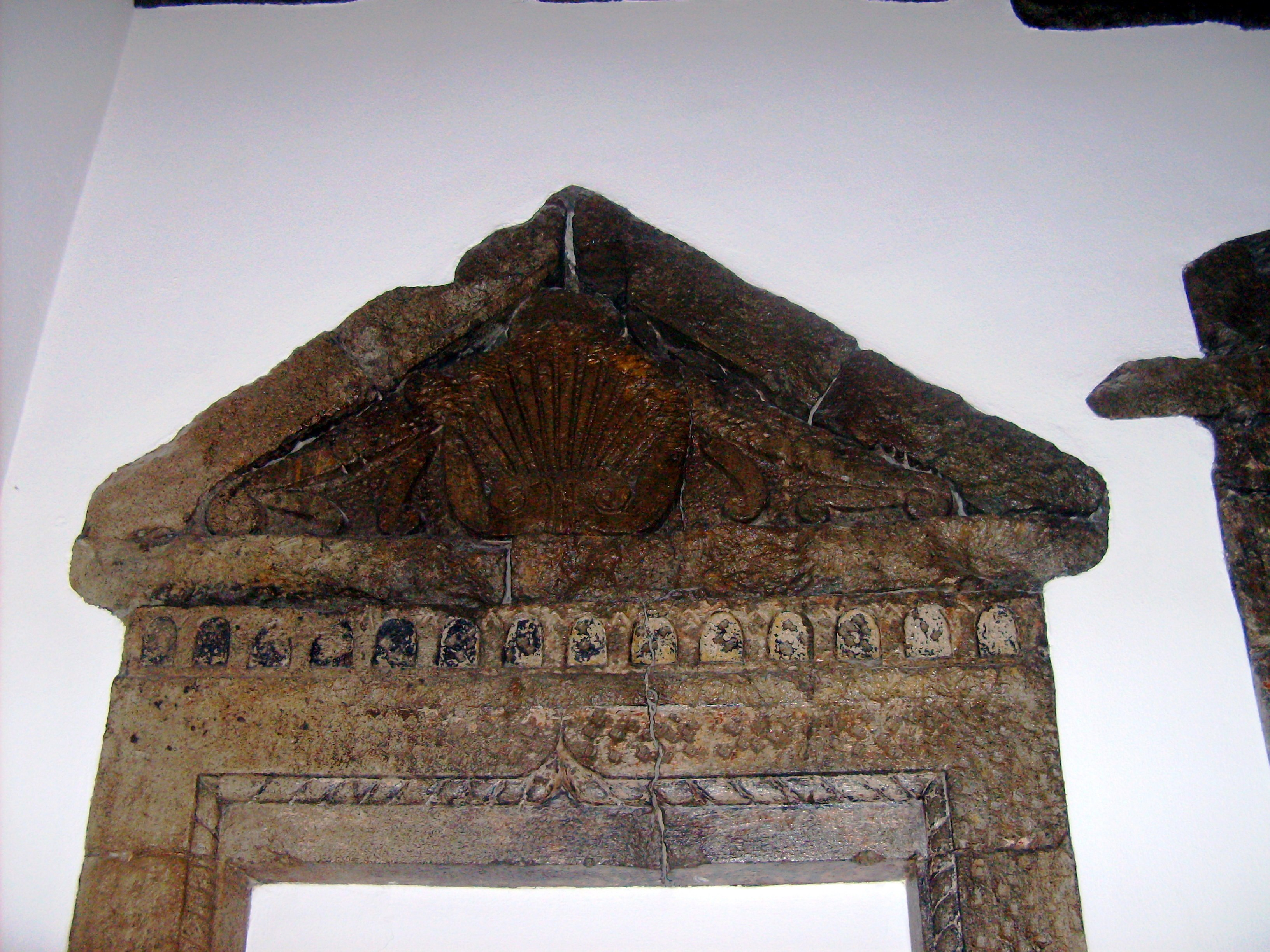
Convento da Esperança, Angra do Heroísmo.

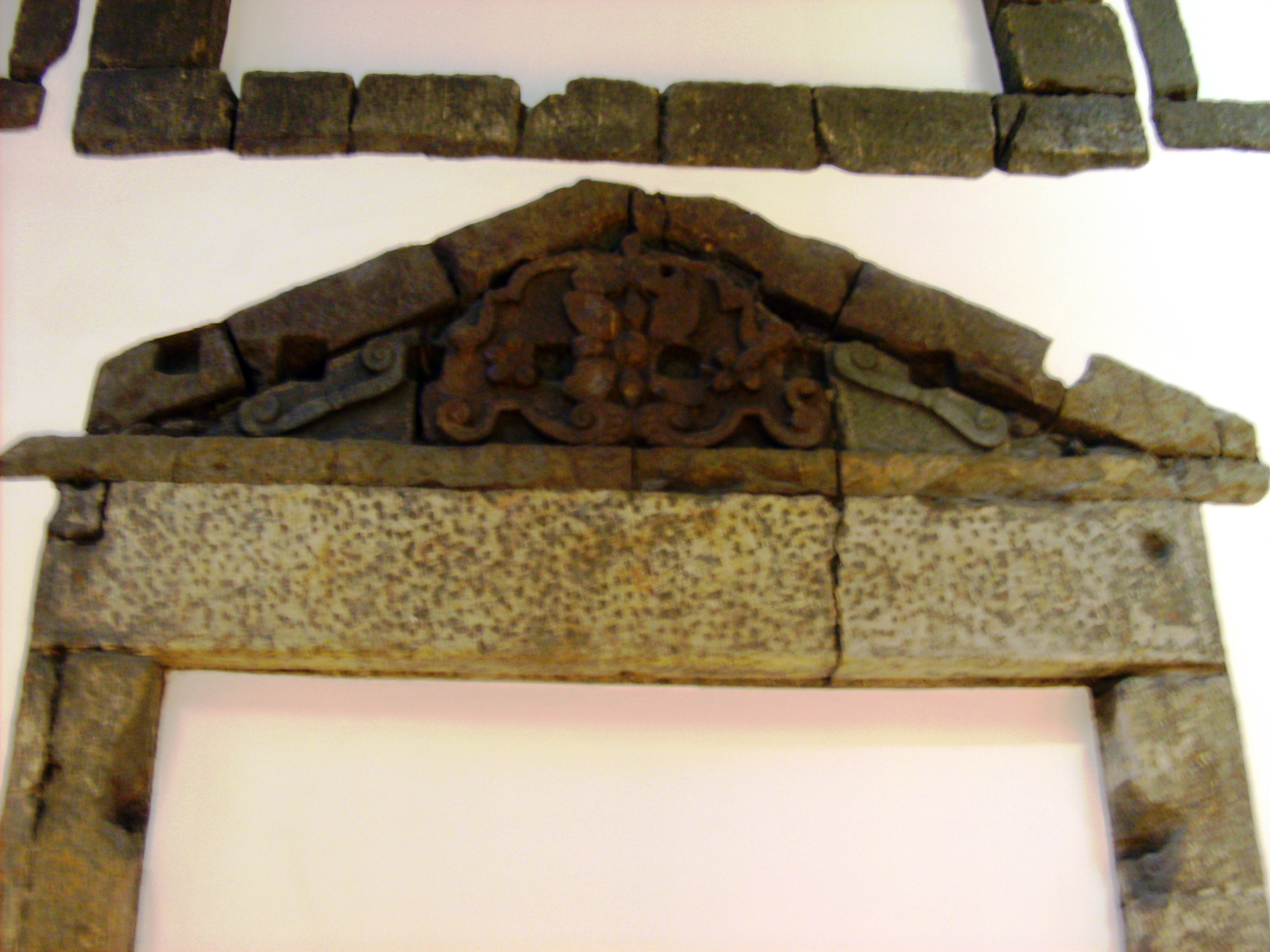
Convento da Esperança, Angra do Heroísmo.

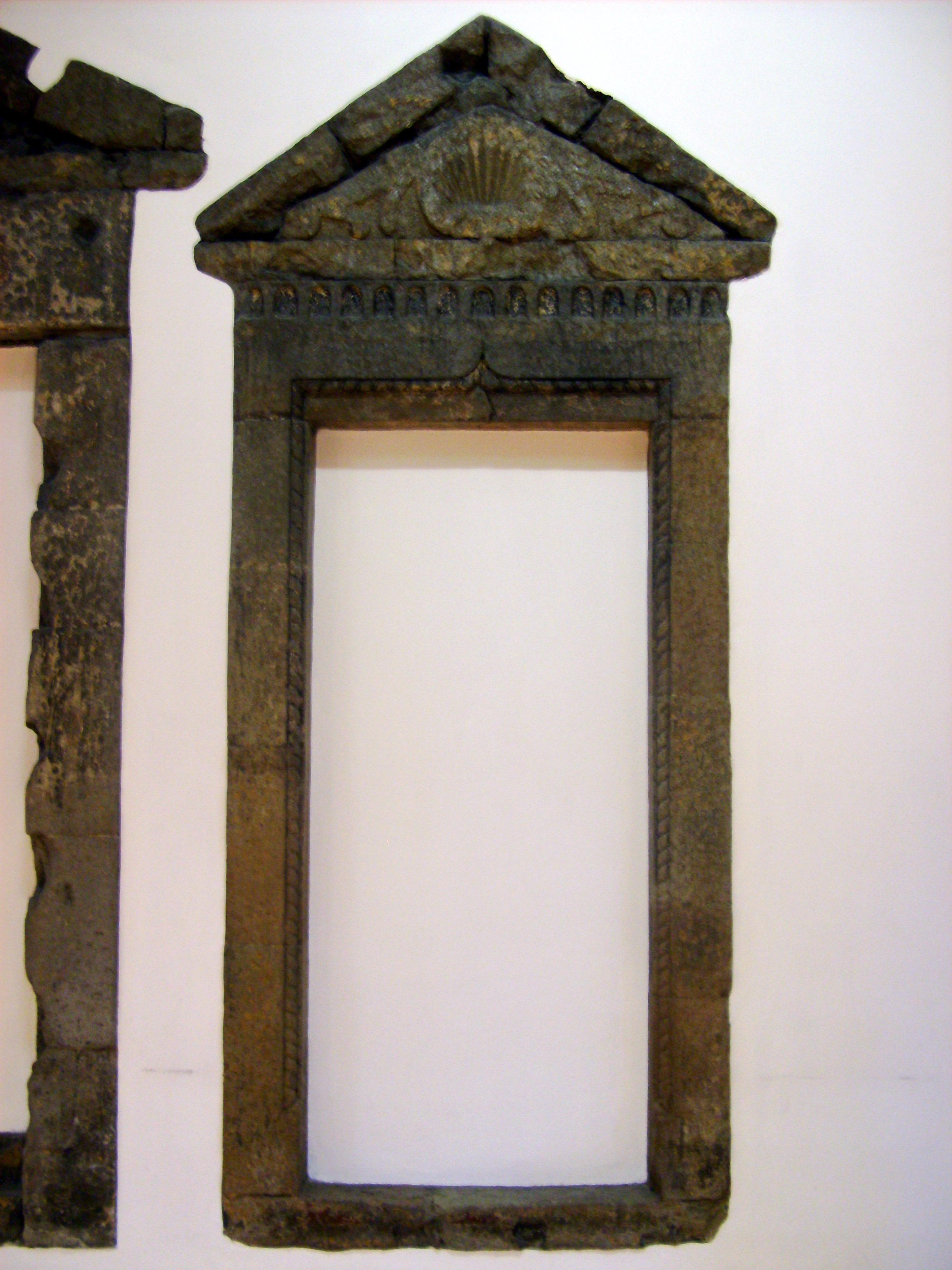
Convento da Esperança, Angra do Heroísmo.

O Convento da Esperança localizava-se na freguesia da Sé, no centro histórico da cidade e concelho de Angra do Heroísmo, na Ilha Terceira, nos Açores.

## História
Foi um dos mais antigos, entre os nove conventos outrora existentes na Ilha Terceira. Era pertença das freiras da Ordem das Clarissas e, à semelhança do Convento de São Gonçalo, foi fundado na segunda metade do século XVI.
Foi frequentado por António I de Portugal, quando de sua estada na cidade de Angra.
À época da Guerra Civil Portuguesa, em visita ao Convento, em março de 1832, Pedro IV de Portugal aqui conheceu uma jovem professa de 23 anos, ocasião em que ela estava na sineira. O seu nome era Ana Augusta Peregrino Faleiro Toste (vila de São Sebastião, 1809 - Angra, 29 de maio de 1896) e da relação terá nascido uma criança, batizada como Pedro, que terá vivido até à idade de 4 ou 5 anos, vindo a ser sepultada junto ao adro da Sé. Na ocasião, o partido constitucional fez-lhe um enterro solene, tendo tocado a marcha fúnebre a charanga do Batalhão de Voluntários da Rainha D. Maria II, do qual era coronel Teotónio de Ornelas Bruges Paim da Câmara, visconde de Bruges. A religiosa nunca teve o seu voto anulado, e recebeu mensalmente, até à sua morte, a prestação de egressa, 15$000.
Com o decreto de extinção das ordens religiosas em 1834, o seu imóvel foi repartido e vendido, ainda durante o século XIX.
Adaptado a outros usos (no século XIX serviu como residência e aqui funcionou a Sinagoga Ets Haim), a sua memória ficou praticamente esquecida até que, quando das restaurações empreendidas após grande terramoto de 1980, foram identificadas as aberturas do coro e do arco da capela-mor, e integrados na estrutura na loja onde atualmente funciona o posto de atendimento do RIAC, na rua da Sé.